# Kaver bend
Kaver bend (engl. cover band) ili tribjut bend (engl. tribute band) je bend koji izvodi pesme koje su prethodno snimili drugi izvođači. Drugim rečima, u pitanju je muzička grupa koja izvodi obrade pesama, a ne sopstveni autorski repertoar.
Za većinu pop grupa i izvođača je uobičajeno da u ranim fazama rada uvežbavaju tuđe pesme dok ne dođu do sopstvenog originalnog repertoara. U tom smislu u kaver bendove se ubrajaju i brojni klupski bendovi koji sviraju na primer jugoslovenski pop, ali i bendovi koji počinju svoju izvođačku karijeru svirajući obrade jednog određenog benda (npr. bend  je započeo kao kaver bend koji se ugledao na  da bi kasnije prešli na izvođenje autorskih pesama.
Osim bendova čija kaver faza predstavlja odskočnu dasku za autorsku karijeru, postoje i kaver bendovi koji su oformljeni isključivo sa ciljem da izvode obrade određenih bendova i koji ne teže kreiranju autorskih stvari. Zapravo, za pojedine od ovih bendova je karakteristično ne samo da izvode obrade određenog benda već u svojim nastupima veliku pažnju posvećuju i repliciranju garderobe, manira, pa čak (u većoj ili manjoj meri) i fizičkog izgleda članova benda čije pesme obrađuju.  U tom smislu su karakteristični kaver bendovi poput australijskog benda  inspirisanog grupom , zatim  iz Praga ili beogradski .
U Srbiji jedan od najistaknutijih kaver bendova jeste  (u početku nazvan ) koji se smatra jednim od najboljih tribjut bendova grupe  na svetu.  je osnovan 2007. godine, a nakon 16 godina postojanja, u aprilu 2023, odlučili su da promene ime u . Nastupali su širom sveta, a njihove scenske nastupe karakteriše naročita pažnja koju posvećuju detaljima, u smislu da frontmen nosi identične kostime kakve je nosio Fredi Merkjuri, da gitarista svira na istom modelu gitare kao i Brajan Mej i koristi metalni novičić umesto trzalice kako bi dočarao originalni zvuk grupe.

## Domaći kaver bendovi
-[9]

-[10]

- Deca iz vode (EKV)[11]

-[12]

-[6]
-[8]